# Gérard de Lally-Tollendal

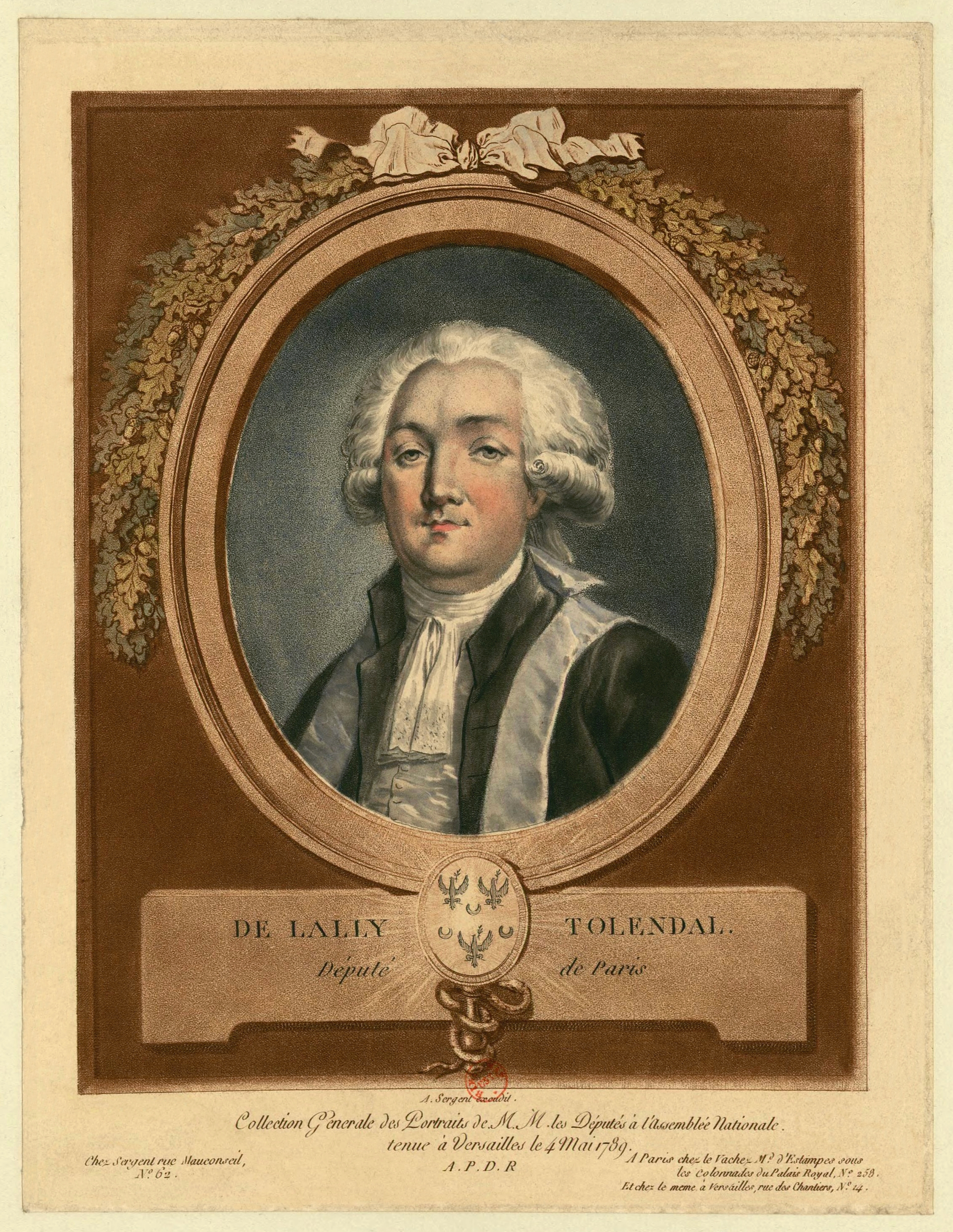
Gérard de Lally-Tollendal (Kupferstich)

Trophime Gérard de Lally-Tollendal (* 5. März 1751 in Paris; † 11. März 1830 in Paris) war ein französischer Adliger und Politiker.

## Leben
Trophime Gérard Lally-Tollendal war der legitimierte Sohn von Thomas Arthur de Lally-Tollendal. Er versuchte letzten Endes erfolglos, auf gerichtlichem Wege die Ehre seines Vaters wiederherzustellen, der 1766 nach einer Niederlage im Siebenjährigen Krieg gegen die britische Armee in Indien als Hochverräter in Paris enthauptet worden war.
In der Versammlung der Generalstände von 1789 verband sich Lally-Tollendal mit dem Dritten Stand. Von den demokratischen Tendenzen der Nationalversammlung aber zurückgeschreckt, versuchte er sich später dem Hof wieder zu nähern. Als Berichterstatter des Verfassungskomitees schlug er die Errichtung zweier Kammern vor und setzte auch seinen auf die Erhaltung der Aristokratie gegründeten Plan in der Schrift Rapport sur le gouvernement qui convient à la France (1789) auseinander.
Nach dem Demonstrationszug der Poissarden am 5. und 6. Oktober 1789 zog er sich in die Schweiz zurück. Von hier aus veröffentlichte er 1790 unter dem Namen Quintus Capitolinus eine beißende, gegen die Abschaffung der Adelsvorrechte gerichtete Satire, kehrte aber 1792 zur Verteidigung des Königs nach Paris zurück.
Nach dem Aufstand vom 10. August 1792 wurde er verhaftet, entging aber den Septembermassakern und flüchtete nach England. Beim Prozess des Königs bot er sich dem Konvent als Verteidiger an. Als er hierauf keine Antwort erhielt, gab er eine Verteidigungsschrift (Plaidoyer pour Louis XVI, 1795) in Druck.
Weiter erschien von ihm Défense des émigrés français, adressée au peuple français (1794; neue Aufl., Par. 1825, 2 Bde.), welche in zwei Monaten zehn Auflagen erlebte.
Nach dem Staatsstreich des 18. Brumaire VIII kehrte er nach Frankreich zurück und lebte in Bordeaux, wo er sich ausschließlich mit literarischen Arbeiten beschäftigte. Ludwig XVIII. ernannte ihn nach der ersten Restauration zum Staatsrat und im August 1815 zum Pair. 1816 wurde er durch königlichen Beschluss in die Académie française aufgenommen. Er übernahm den Fauteuil 31, kurz nachdem Emmanuel Joseph Sieyès als „Königsmörder“ ausgeschlossen worden war.
Der Monarchie ergeben, suchte Lally-Tollendal sie auf liberalem Weg zu erhalten und trat als Verteidiger der konstitutionellen Freiheiten auf.

## Schriften
- Essai sur quelques changements qu’on pourrait faire dès à présent dans les lois criminelles de France, 1787
- Pièces justificatives contenant differentes motives et opinions, 1789
- Rapport sur le gouvernement qui convient à la France, 1789
- Lettre à ses commettants, 1789
- Brief van Marquis Trophime Gérard de Lally-Tollendal aan J. Necker, 1789
- Quintius Capitolinus aux Romains: extrait du troisième livre de Tite-Live, 1790
- Adresse de M. de Lally-Tollendal aux Français, ou, La dinde à la broche, la poule au pot & la grande pinte, servis ensemble sur les tables du peuple, 1790
- Mémoire de M. le Comte de Lally-Tollendal, ou Seconde lettre à ses commettans, 1790
- Lettre Ecrite par M. le Comte de Lally-Tollendal, à une de ses amies, 1790
- Lettre écrite au très honorable Edmund Burke ecuier, membre du parlement d'Angleterre, 1791
- Post-scriptum d’une lettre à M. Burke, 1792
- Plaidoier du comte de Lally-Tolendal pour Louis XVI, 1793
- Songe d'un Anglais fidèle à sa patrie et à son roi, 1793
- Reponse du Comte de Lally Tolendal, a M. L'Abbé D..., grand vicaire, 1793
- Mémoire au roi de Prusse pour réclamer la liberté de La Fayette, 1795
- Le Comte de Strafford, tragédie en 5 actes et en vers, 1795
- Défense des émigrés français adressée au peuple français, 1797
- Mémoires concernant Marie-Antoinette, 1804
- Essai sur la vie de T. Wentworth, comte de Strafford, principal ministre du roi Charles Ier. Et sur l'histoire generale d'Angleterre, d'Écosse et d'Irelande a cette époque, 1814